# Istočnobosanski dijalekt
Istočnobosanski dijalekt hrvatskoga jezika jedan je od četiri hrvatska zapadnoštokavska dijalekta štokavskoga narječja uz čakavsko i kajkavsko narječje. Karakterizira ga ijekavski refleks jata, šćakavski govor i nenovoštokavska akcentuacija. Ovim dijalektom govore Hrvati i Bošnjaci na području od gornje Neretve do Save kod Brčkog.

### Rasprostranjenost
Ovim dijalektom govori se na potezu od Konjica na jugu do Brčkog na sjeveru, a govori se u dolinama Fojnice (Kreševo, Kiseljak, Fojnica) i Usore, oko Vareša, Kraljeve Sutjeske, Stupa, te oko Tuzle i Brčkog, osim ovih krajeva govore ga i Hrvati u okolici Virovitice, u Hrvatskoj Kostajnici te južno od Pečuha u Mađarskoj.
Danas ovim dijalektom uglavnom govore Hrvati i Bošnjaci.

### Osobine
Kako se zna, glavnina stare zapadne štokavštine (terena između čakavskoga i kajkavskoga na zapadu te istočnoštokavskoga na istoku) bila je šćakavska, a takvi su i danas mnogi krajevi u Slavoniji, u Bosni i Hercegovini te u Dalmaciji. 
Nakon velikoga znanstvenoga istraživanja akademik Dalibor Brozović dokazao je kako područje istočnobosanskog dijalekta od starine ijekavsko, a ne ikavsko kako su mnogi do tada mislili, a šćakavizam tog terena stara je zapadnoštokavska osobina.
Dijalekt je srodan čakavskom narječju, te starošćakavskom slavonskom i dubrovačkom dijalektu.

### Razvitak
Istočnobosanski dijalekt je rubni dijalekt zapadnoštokavskog narječja. Dominatan refleks jata je jekavski, a u prošlosti je prvenstveno bio srodan ostalim zapadnoštokavskim dijalektima, prvenstveno [Dubrovački_dijalekt|dubrovačkom štakavskom jekavskom], gdje se nalazila glavna luka za to područje, neretvanskom (ili istočno neretvansko-pelješkom) ikavsko-jekavskom štakavskom, koji se nalazio između Dubrovnika i govornog područja dijalekta, te drugim šćakavskim dijalektima; šćakavskom ikavskom Livanjsko-vrbaškom (koji danas čini dio šćakavskog poddijalekta zapadnog dijalekta ili novoštokavske ikavice) te šćakavskom zatvoreno ekavskom (neizmijenjeni jat) Slavonskom.

U prošlosti je dijalekt vjerojatno obuhvaćao područje istoka starobosanske jezgre, odnosno oko Visokog, Vareša i Kraljeve Sutjeske te do Podrinja, a na sjeveru do Soli.

Migracijama za vrijeme Turaka, takvo se stanje mijenja, smanjuje se doticaj s drugim (staro)šćakavskim dijalektima, a govornici dijalekta se pomiču na zapad.

Postoje značajne enklave govornika ovog dijalekta u Republici Hrvatskoj, prvenstveno oko Virovitice i Hrvatske Kostajnice, te u Mađarskoj, oko grada Pečuha (baranjski Hrvati). Također je vrlo vjerojatan kontakt na području današnjeg Podunavskog (baranjsko-bačkog) ikavsko-jekavskog poddijalekta Slavonskog dijalekta.

Dijalekt je u tim migracijama izgubio i krajnji istok Bosne, odnosno podrinje, ali se proširio na zapad prema porječju rijeke Bosne, kao i na sjever prema rijeci Savi, područja koja su nekad zauzimali drugi, ikavski i zatvoreno ekavski (neizmijenjeni jat) šćakavski dijalekti. Za takve promjene su i bitne povratne migracije muslimanskih Bošnjaka iz Slavonije na nekoć pretežito katolička područja (porječje rijeke Bosne), kao i preseljenja katolika u Slavoniju (npr. migracije pod Eugenom Savojskim krajem 17.stoljeća). 
Ovaj dijalekt karakterizira (i)jekavski refleks jata (originalno dvoglas ie, kasnije ijekavski u dugim, jekavski u kratkim slogovima prijelaz poluglasa u a, a samoglasnog -l (originalno dvoglas uo, ponegdje očuvano kao takvo) i stražnjeg nazala u -u.
Dijalekt se obično ne dijeli na poddijalekte, ali se svojom različitošću mogu istaknuti govorice okolice Virovitice, Kostajnice i Pečuha, koji su nastali za vrijeme zbjegova pred Turcima. Od različitosti u glavnom području dijalekta se ističe područje Tuzle (veća štakavizacija), područja Usore i Fojnice/Lepenice (kao rubna, a po Brozoviću i originalno i drugačiji poddijalekti) u odnosu na ostatak (glavninu) govora.

## Vanjske poveznice
- Kolo Josip Lisac: Proučavanja hrvatskih štokavskih organskih idioma